# خوسيه ماريانو سيرانو
خوسيه ماريانو سيرانو (بالإسبانية: José Mariano Serrano)‏ هو محامي وسياسي بوليفي وأرجنتيني، ولد في 8 سبتمبر 1788 في إدارة شوكيساكا في بوليفيا، وتوفي في 1853 في سوكري في بوليفيا. انتخب قائمة رؤساء بوليفيا.